# 矮小襄颖草
矮小襄颖草（学名：Sacciolepis myosuroides var. nana）为禾本科囊颖草属下的一个变种。

## 扩展阅读
- 維基物種上的相關：矮小襄颖草